# Gilles Deleuze
Gilles Deleuze (fransk udtale: [ʒil dəløz]; født 18. januar 1925 i Paris, død 4. november 1995, samme sted) var en fransk filosof.
Deleuze skrev mellem 1960'erne og hans død en række indflydelsesrige værker om filosofi, litteratur, film og kunst. Hans mest kendte værker var de to bind af Kapitalisme og Schizofreni: Anti-Ødipus (1972) og Tusind plateauer (1980), begge skrevet sammen med Félix Guattari
Deleuzes arbejde falder i to (faktisk tre) grupper: på den ene side monografier der fortolker arbejdet af andre filosoffer (Spinoza, Leibniz, Hume, Kant, Nietzsche, Bergson, Michel Foucault) og kunstnere (Proust, Kafka, Francis Bacon); på den anden side eklektiske filosofiske værker organiseret ud fra koncepter (eks. forskel, følelse, begivenhed, skizofreni, filosofi). Dog uanset emne, udviklede Deleuze konsistent variationer over de samme ideer.

## Værker oversat til dansk
- Nietzsche og filosofien (2023), Multivers.
- Meningens logik (2017), oversat fra 'Logique du Sens', Klim, ISBN 9780230517721
- Folden – Leibniz og Barokken[1]
- Proust og tegnene (2003), oversat fra 'Proust et les signes' (1964).
- Sacher-Masoch og masochismen: det kolde og det grusomme (1981), oversat fra 'Présentation de Sacher-Masoch' (1967).
- Kafka - for en mindre litteratur (1982), skrevet sammen med Félix Guattari, oversat fra 'Kafka: Pour une littérature mineure' (1975).
- Tusind plateauer (2005), skrevet sammen med Félix Guattari, oversat fra 'Mille Plateaux' (1980).
- Foucault (2004), oversat fra 'Foucault' (1986).
- Hvad er filosofi? (1996), skrevet sammen med Félix Guattari, oversat fra 'Qu'est-ce que la philosophie?' (1991).
- Forhandlinger 1970-1992 (2006), oversættelser af interviews, breve og andre tekster.